# The New Abnormal
| 전문가 평가          | 전문가 평가 |
| 총 점수              | 총 점수     |
| 출처                 | 점수        |
| -------------------- | ----------- |
| 메타크리틱           | 75/100      |
| 평가 점수            |             |
| 출처                 | 점수        |
| AllMusic             | [ 2 ]       |
| Consequence of Sound | B           |
| Entertainment Weekly | A–          |
| Exclaim!             | 6/10        |
| The Guardian         | [ 6 ]       |
| The Independent      | [ 7 ]       |
| NME                  | [ 8 ]       |
| Pitchfork            | 5.7/10      |
| Rolling Stone        | [ 10 ]      |
| The Times            | [ 11 ]      |

《The New Abnormal》은 컬트 레코드와 RCA 레코드를 통해 2020년 4월 10일, 발매된 미국의 록 밴드 스트록스의 여섯 번째 스튜디오 음반이다. 《Comedown Machine》 (2013년)에 이어 7년 만의 음반이자 EP 《Future Present Past》 (2016년) 이후 첫 발매된 음반이다.
이 음반은 릭 루빈이 프로듀싱하여 캘리포니아주 말리부에 있는 샹그릴라 스튜디오에서 녹음했으며, 추가 녹음은 로스앤젤레스군과 하와이의 스튜디오에서 이루어졌다. 스트록스는 2019년 처음으로 음반 수록곡들을 서로 다른 쇼에서 공연하기 시작했고, 2020년 초 음반의 트랙 리스트와 커버 아트를 공개했다. 음반 발매에 앞서 〈At the Door〉, 〈Bad Decisions〉, 〈Brooklyn Bridge to Chorus〉 등의 곡이 싱글로 발매되었다.
《The New Abnormal》은 비평가들로부터 호평을 받았으며, 많은 이들이 이를 밴드 결성 복귀작으로 보고 있다. 찬사는 주로 가사의 성숙과 밴드 동료들 간의 응집력 향상을 지향했다. 그것은 스코틀랜드에서 1위, 미국을 포함한 다른 6개국에서 10위 안에 들었다.

## 커버 아트
《The New Abnormal》의 커버 아트에는 1981년 미국의 화가 장미셸 바스키아가 그린 《Bird on Money》가 등장한다. 이 음반의 제목은 2018년 11월, 캘리포니아 산불의 와중에 제리 브라운 전 캘리포니아 주지사가 인용한 글에서 영감을 얻었다. 브라운 전 주지사는 비상사태에 대해 "새로운 정상(the new normal)"이라는 꼬리표가 붙는 대신 "새로운 비정상(the new abnormal)"이라고 부르며 대응했다. 이번 산불은 특히 루빈의 샹그릴라 스튜디오가 위치한 말리부에 영향을 끼쳤으며, 이 스튜디오 자체도 무사했다. 이 일련의 사건들은 밴드가 이 인용문을 그들의 음반의 제목으로 사용하는 데 영향을 주었다. 2020년 2월에 음반 제목이 공개되었고 대신 브라운의 말을 인용했음에도 불구하고, 《뉴욕 타임스》 작가 존 파렐스는 그의 음반 리뷰에서 그 제목이 코로나19 범유행 동안 공공 생활에 적합한 설명이었다고 언급했다. 스트록스의 리드 싱어 줄리언 카사블랑카스도 전염병 때 제목이 "코로나바이러스 같은 것 사이의 유사성 때문에 너무 예지력이 있다"고 지적했다.

## 곡 목록
작곡은 모두 특별한 언급이 없는 한 스트록스가 맡았고, 작사는 모두 줄리언 카사블랑카스가 맡았다.
| #  | 제목                              | 작곡 | 재생 시간 |
| -- | --------------------------------- | --- | --------- |
| 1. | 〈The Adults Are Talking〉        | | 5:09      |
| 2. | 〈Selfless〉                      | | 3:42      |
| 3. | 〈Brooklyn Bridge to Chorus〉     | | 3:55      |
| 4. | 〈Bad Decisions〉                 | 줄리언 카사블랑카스, 닉 발렌시, 앨버트 해먼드 주니어, 니콜라이 프레이처, 파브리지오 모레티, 빌리 아이돌, 토니 제임스 | 4:53      |
| 5. | 〈Eternal Summer〉                | 카사블랑카스, 발렌시, 해먼드 주니어, 프레이처, 모레티, 리처드 버틀러, 팀 버틀러                                      | 6:15      |
| 6. | 〈At the Door〉                   | 카사블랑카스, 발렌시, 해먼드 주니어, 프레이처, 모레티, 폴 바살로                                                     | 5:10      |
| 7. | 〈Why Are Sundays So Depressing〉 | | 4:35      |
| 8. | 〈Not the Same Anymore〉          | | 5:37      |
| 9. | 〈Ode to the Mets〉               | | 5:51      |

## 인증
| 국가                               | 인증 | 판매량/출하량 |
| ---------------------------------- | ---- | ------------- |
| 프랑스 (SNEP)                      | 골드 | 50,000        |
| 멕시코 (AMPROFON)                  | 골드 | 30,000        |
| 영국 (BPI)                         | 실버 | 60,000        |
| 판매량+스트리밍을 기반으로 한 인증 |      |               |